# ویلا کول دی کانالی
ویلا کول دی کانالی (به ایتالیایی: Villa Col dei Canali) یک منطقهٔ مسکونی در ایتالیا است که در کوستاچیارو واقع شده‌است. ویلا کول دی کانالی ۲۵۳ نفر جمعیت دارد و ۵۵۹ متر بالاتر از سطح دریا واقع شده‌است.